# Alan Kershaw
Alan Derek Kershaw (sinh ngày 23 tháng 4 năm 1954) là một cựu cầu thủ bóng đá người Anh từng thi đấu cho Southport ở Football League.

## Sự nghiệp thi đấu
Sau khi phục vụ với tư cách học việc cho Preston North End, Kershaw chuyển đến Southport. Tại Southport, ông thi đấu 24 trận.